# Salter-Harrisfractuur
Een Salter–Harrisfractuur is een botbreuk (fractuur) die de groeischijf (epifysairschijf) betreft en daarom alleen voorkomt bij kinderen.

## Soorten
Er zijn negen types Salter-Harrisfracturen beschreven: type I tot en met V werden beschreven door Robert B Salter en W Robert Harris in 1963. De minder vaak voorkomende type VI tot en met IX zijn later toegevoegd. 
- Type I -  Komt voor in ±6% van de gevallen en is een fractuur dwars door de groeischijf.[2]
- Type II - Komt voor in ±75% van de gevallen en is een fractuur door de groeischijf en metafyse. Hierbij wordt de epifyse gespaard.[3]
- Type III - Komt voor in ±8% van de gevallen voor en is een fractuur door de groeischijf en epifyse. Hierbij wordt de metafyse gespaard.[4]
- Type IV - Komt voor in ±10% van de gevallen en is een fractuur door zowel de metafyse, groeischijf en epifyse.[5]
- Type V - Komt voor in ±1% van de gevallen. Hierbij gaat het om een compressiefractuur van de groeischijf.[6]
- Type VI - Letsel aan de structuren rondom het kraakbeen (perichondraal).
- Type VII - Geïsoleerd letsel van de groeischijf.
- Type VIII - Geïsoleerd letsel van de metafyse, met een potentieel letsel van de endochondrale ossificatie.
- Type IX - Letsel van het periost dat mogelijk de membraneuze groei kan belemmeren.[7]

## Ezelsbruggetje
Er is in het Engels een ezelsbruggetje om de oorspronkelijke vijf types te onthouden:
- S ("Straight across") – type I
- A ("Above") – type II
- L ("Lower" of "beLow") – type III
- T ("Two" of "Through") – type IV
- ER ("ERasure of the growth plate") – type V